# Kabala
| Židé a judaismus |
| Židé • Judaismus • Kdo je Žid |
| Ortodoxní • Konzervativní (Masorti) Progresivní (Reformní - Liberální) • Ultraortodoxní Samaritáni • Falašové • Karaité                                                                                            |
| Etnické skupiny a jazyky |
| Aškenázové • Sefardové • Mizrachim Hebrejština • Jidiš • Ladino • Ge'ez • Buchori |
| Populace (vývoj) |
| Evropa • Amerika • Asie • Afrika • Austrálie |
| Náboženství |
| Bůh • Principy víry • Boží jména 613 micvot • Halacha • Noachidské zákony Mesiáš • Eschatologie |
| Židovské myšlení, filosofie a etika |
| Židovská filosofie Cdaka • Musar • Vyvolenost Chasidismus • Kabala • Haskala |
| Náboženské texty |
| Tóra • Tanach • Mišna • Talmud • Midraš Tosefta • Mišne Tora • Šulchan aruch Sidur • Machzor • Pijut • Zohar |
| Životní cyklus, tradice a zvyky |
| Obřízka • Pidjon ha-ben • Simchat bat • Bar micva Šiduch • Svatba • Ketuba • Rozvod (Get) • Pohřeb Kašrut • Židovský kalendář • Židovské svátky Talit • Tfilin • Cicit • Kipa Mezuza • Menora • Šofar • Sefer Tora |
| Významné postavy židovství |
| Abrahám • Izák • Jákob • Mojžíš Šalomoun • David • Elijáš • Áron Maimonides • Nachmanides • Raši Ba'al Šem Tov • Ga'on z Vilna • Maharal                                                                           |
| Náboženské budovy a instituce |
| Chrám • Synagoga • Ješiva • Bejt midraš Rabín • Chazan • Dajan • Ga'on Kohen (kněz) • Mašgiach • Gabaj • Šochet Mohel • Bejt din • Roš ješiva                                                                      |
| Židovská liturgie |
| Šema • Amida • Kadiš Minhag • Minjan • Nosach Šacharit • Mincha • Ma'ariv • Musaf |
| Dějiny Židů |
| starověk • středověk • novověk |
| Blízká témata |
| Antisemitismus • Gój • Holocaust • Izrael Filosemitismus • Sionismus Abrahámovská náboženství |
| z • d • e |

Kabala (hebrejsky קבלה‎) je druh židovské mystiky. Mystika je obecně směr v náboženství, při kterém se ten, kdo jej praktikuje (mystik), snaží oprostit od všedních starostí a přiblížit svou duši k Bohu.
V židovském pojetí to znamená, že mystik (kabalista) se zcela oddává službě Bohu, studiu a naplňování Božích přikázání (Tóry). Své dojmy, techniky a praktiky kabalisté od středověku zapisovali, původně byly veškeré meditační a mystické praktiky předávány a vykládány ústně a byly přístupné jen úzkému okruhu soustřeďujícímu se kolem učitele a žáků.
Slovo kabala je odvozeno z kořene ק-ב-ל, resp. ze slova kibel (inf. le-kabel), které znamená „přijmout“. Kabala označuje „přijatou tradici“. Další přepisy pojmu kabala, se kterými se člověk může setkat, jsou mimo jiné Cabala, Cabalah, Cabbala, Cabbalah, Kabalah, Kabbala, Qabala, Qabbala, Qabbālāh, Qabalah.

## Terminologie
Slovo kabala se objevuje již v tanaitském období, nemá ovšem nic společného s mystikou – termín, který nalézáme i v Talmudu – Divrej kabala – neznamená „slova kabaly“, nýbrž označuje dvě části hebrejské Bible – proroky a spisy. Ve významu „mystická tradice“ se objevuje až v 11.–13. století, ačkoli mystické a esoterní skupiny v judaismu existovaly mnohem dříve.

## Původ

### Náboženská interpretace
Podle tradice obdržel Mojžíš na Sinaji Desatero přikázání, která v sobě zahrnují celou Tóru a společně s ní i ústní zákon,[zdroj?] jehož součásti byl i systém výkladů, nazývaný פרדס‎ - Pardes (slovo je zkomolenina z řeckého „paradaisos“ a stejně jako ve svém původním vzoru i zde označuje „zahradu“, respektive „rajskou zahradu“). Pardes slouží jako akrostich pro čtyři druhy výkladu Tóry - doslovný (pšat), alegorický (remez), homiletický (draš) a mystický (sod). Právě mystickému výkladu se někteří lidé věnovali již ve starověku. V určitém slova smyslu byli prvními mystiky v židovství bibličtí proroci, rovněž i různí „boží muži“, se kterými se v Bibli setkáváme (např. v knize Soudců). S mystiky jako takovými se ovšem setkáváme až v době pozdější, kdy výklady Tóry dostoupily na takovou úroveň, aby mohly být studovány i z mystického pohledu.
Mezi farizejskými rabínskými kruhy se měli pověsti mystika těšit mj. rabi Jochanan ben Zakaj, rabi Akiva a také jeho žák, rabi Šim'on bar Jochaj (dle náboženské tradice autor knihy Zohar).
| „             | Naši učitelé učili v barajtě: Čtyři muži vstoupili do Pardesu: Ben Azaj, Ben Zoma, Acher (Eliše ben Avuja) a rabi Akiva. Akiva jim řekl: Až přijdete ke kamenům z čistého mramoru, neříkejte: „Voda, voda!", neboť je řečeno: Ten, jenž mluví falešně, nebude ustanoven před Mýma očima. Ben Azaj se podíval a zemřel. O něm Písmo říká: Drahá v očích Pána je smrt Jeho svatých. (Ž 116, 15) Ben Zoma se podíval a zešílel. O něm Písmo říká: Najdeš-li med, jez s mírou, jinak se jím přesytíš a zvrátíš jej. (Př 25, 16) Acher (Eliša ben Avuja) podetl výhonky (tj. stal se heretikem). Rabi Akiva vyšel nezraněn. | “ |
| — Chagiga 14b | |   |

Z tohoto příběhu je vidět, že mystické učení mělo již v té době pověst něčeho, co je přístupno pouze skutečně zbožným lidem, a pro ty, kteří nesplňují odpovídající „požadavky“, se může jednat i o velmi nebezpečnou praktiku. Podle tradice měli již tanaité praktikovat mystické praktiky, nazývané Ma'ase berešit a Ma'ase merkava.

#### Ma'ase berešit a Ma'ase merkava
Praktika Ma'ase berešit (dosl. dílo stvoření) spočívala v napodobování Božího díla – latinský termín pro takové chování je imitatio Dei - mystik se pokoušel Boží dílo stvoření zopakovat nebo alespoň napodobit – podle tradice byli někteří rabíni schopni „vyrábět“ umělé bytosti, např. tele nebo i člověka. Odtud se později rozvinula idea umělého člověka - Golema.
Ma'ase merkava je mystikou jiného řádu - doslova znamená „dílo vozu“ (ovšem tak to nemůže být chápáno) a v tomto případě se jedná o vůz (merkava) a nebeský trůn z proroctví proroka Ezechiela. Mystik se pokoušel pomocí meditačních praktik, mezi které patřilo usilovné a soustředěné modlení, permutování Božích jmen apod. do vozu „sestoupit“ – takoví mystici se nazývají jordej merkava – dosl. „ti, kdo sestupují do vozu“. Jejich prožitky byly zaznamenány ve spisech, které jsou dnes souhrnně označovány jako literatura hechalot. Hechalot znamená doslova „chrámy“, kterými v tomto případě duše mystika prochází až ke svému cíli, tj. k Bohu.
Mystická tradice měla být podle tradiční náboženské interpretace dále předávána z generace na generaci a později začali kabalisté své myšlenky zapisovat. Jejich díla byla a jsou stále jejich žáky studenty považována za svého druhu posvátná. Některá díla tradice dokonce přisuzuje dávným postavám, např. Sefer Jecira (kniha stvoření) je přisuzována Abrahámovi, Bahir Nechunjovi ben ha-Kanovi (žákovi Jochanana ben Zakaje), Zohar rabimu Šim'onu bar Jochajovi.

#### Shrnutí
Ortodoxní judaismus považuje kabalu za esoterní tradici, která má svůj původ u Mojžíše na Sinaji a která byla předávána z generace na generaci.

### Vědecká interpretace původu kabaly
Po dlouhou dobu zůstávala kabala stranou seriózního vědeckého výzkumu. Pomineme-li „výzkum“ okultistů v 19. století, který nelze brát vážně,[zdroj?] první židovští vědci - zakladatelé Wissenschafft des Judentums (vědy o židovství), Heinrich Graetz nebo Leopold Zunz, se ke kabale stavěli odmítavě, považovali ji za něco iracionálního, co zcela odporuje judaismu v představách pojetí haskaly – „osvícenského“ judaismu. Prvním vědcem, který se kabalou začal zabývat na vědecké úrovni bez předsudků,[zdroj?] byl Gershom Scholem.

#### Gershom Scholem
Gershom Scholem (1897–1982) byl profesor kabaly na Hebrejské univerzitě v Jeruzalémě a je považován za zakladatele kabaly jako vědního oboru. Byl prvním člověkem, který se o kabalu začal zajímat na seriózní úrovni[zdroj?] a dokázal, že kabala není judaismu cizí, ale naopak je jeho integrální a živoucí součástí. Jeho práce spočívala především v důkladném studiu tisíců kabalistických spisů, z nichž se velká část dochovala pouze v manuskriptech. Gershom Scholem se domníval, že počátky a kořeny kabaly je třeba hledat v gnostickém hnutí v pozdním starověku na Blízkém východě. Již tehdy se měla mystika dostat do určitého názorového napětí s oficiálním judaismem, které se ovšem v židovství podařilo překlenout (na rozdíl od křesťanství, kde gnostické sekty jako kataři nebo bogomilové byly vyvražděny). Určité gnostické prvky (znaky dualismu) je možné vysledovat ve středověkých kabalistických dílech jako Bahir nebo Zohar. Scholem byl ve své době jeden z mála lidí zabývajících se kabalou, který zpochybnil tradiční tezi o autorství těchto textů. Právě v této době (11.–13. století) se měla židovská mystika začít nazývat kabalou – tradicí.

### Pseudovědecké interpretace a desintepretace
Někteří „badatelé“ (např. Eliphas Lévi (vl. jménem Alphons Luis Constante), Papus (vl. jménem Gérard Encausse) a další), vesměs příslušníci francouzské okultistické školy 19. století, zastávali nový názor ohledně původu kabaly. Její vznik se snažili posunout již do doby odchodu Židů z Egypta, resp. chtěli vyjít z legendy o Mojžíšově zasvěcení do staroegyptského tajného vědění. Mojžíš byl knězem Osiridova kultu a vynikajícím magikem. Židé tak vynesli z Egypta tajné učení, které podle některých pseudovědců Egypťané přijali od Atlanťanů atd. Tyto teorie jsou vzhledem k serióznímu bádání naprosto neudržitelné, přesto jsou stále brány v některých okultních kruzích vážně.
Další desinterpretací je časté ztotožňování kabaly s magií (ačkoli i v kabale jisté magické prvky nacházíme, jako jsou například permutace písmen Božích jmen, nicméně mystické koncepce a prvky nad touto oblastí jednoznačně převažují), okultismem, černou magií, čarodějnictvím apod. Kabala rovněž nemá nic společného s tarotem (ačkoli se někteří lidé snažili dokázat, že ano ), vykládáním karet apod.

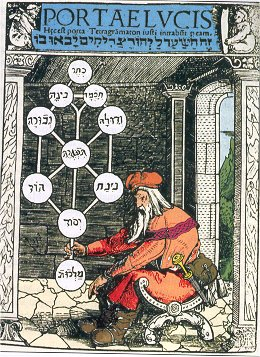
Sefirotický strom života na obálce překladu kabalistického díla „Brány světla" od Josefa Gikatilii

Strom života

## Vývoj kabaly ve středověku

### Sefer Jecira
Kabala získala své základní rysy již během starověku díky mystice Ma'ase berešit a Ma'ase merkava. Velký pokrok ve vývoji mystiky znamenalo v 7. století zveřejnění Sefer Jecira – Knihy stvoření. O stáří tohoto velmi krátkého spisku, který byl přeložen do řady jazyků, se vedou spory. Existují názory, které jej datují až do 3.–4. století. Význam Sefer Jecira dále spočívá v tom, že se poprvé objevují sefíry. Sefíry jsou deseti cestami z celkových třiceti dvou, skrze které byl stvořen svět. Deset sefír je možné brát i jako základ desítkové číselné soustavy, deset aspektů Boha nebo desatero Božích přikázání, dvacet dva zbývajících cest jsou pak písmena hebrejské abecedy. Sefer Jecira tak v sobě kombinuje jak starověkou mystiku číselnou a písmennou (takže se např. G. Scholem domnívá, že Sefer Jecira vznikla jako spojení dvou nezávislých děl), zároveň začíná pracovat s pojmem sefír, které emanují (vyvěrají) z Boha a dodávají tak stvoření dynamiku, na které bude později kabala stavět.

### Chasidej Aškenaz
Jedním z prvních mystických hnutí bylo hnutí tzv. aškenázských chasidů – jednalo se o pietistické hnutí, kladoucí velký důraz na osobní zbožnost a niterný prožitek náboženství. Byli označováni jako chasidim - zbožní. Aby byli odlišeni od chasidů starověkých, kteří působili v době hasmonejských válek, a taktéž od chasidů novodobých východoevropských, se kterými nemají mnoho společného, nazývají se dnes hebrejským termínem Chasidej aškenaz, podle jejich místa působení, což bylo převážně Porýní a Německo (ztotožněné s biblickou zemí Aškenaz), kde se nacházelo původní těžiště aškenázské židovské kultury.
Mystické myšlenky byly do Německa přineseny pravděpodobně ve 12. století Židy z Itálie, jejichž mystická tradice sahala možná až do oblasti Blízkého východu, a tedy do období i prostředí, ve kterém vznikala Sefer Jecira. Impulzem ke vzniku hnutí byly mimo jiné i pogromy, které postihly německé a severofrancouzské Židy během křížových výprav, především během 1. a 2. výpravy.
Ideálem chasida ve středoevropském pojetí byl zbožný asketa, člověk, který svou víru a hlubokou vnitřní zbožnost propaguje leckdy i způsobem pro své okolí podivným, neřkuli nepřijatelným.[zdroj⁠?!] Na druhou stranu askeze v židovském prostředí neznamenala absolutní celibát a odříznutí se od vnějšího světa jako je tomu v případě mnišství. Jejím jádrem byla bázeň před Bohem a láska k člověku. Chasid se měl vyhnout všemu, co by v něm podnítilo jecer ha-ra – zlý pud.
Tím, že se mystika chasidej aškenaz vytvářela v prostředí, kde židovství bojovalo o holé přežití, nenabylo formu ucelených škol a myšlenkových směrů jako později ve Španělsku nebo v Safedu, ale mělo charakter velmi neuceleného vzepětí individualit, navíc leckdy byly jejich ideje kombinovány s prvky lidové (folklórní) zbožnosti, jako bylo vytváření amuletů, zaříkávání nebo jiné, magii připomínající praktiky.
Hlavními postavami hnutí jsou Jehuda he-Chasid (Jehuda Zbožný), autor spisu Sefer chasidim (Kniha zbožných), který shrnuje mystické i etické zásady a pojetí chasida ve středověké Evropě, jeho otec Šmu'el Chasid a El'azar ben Jehuda z Wormsu, autor spisu Rokeach. Myšlenky středověkých chasidů rovněž nezapřou vliv novoplatonismu i předchozích náboženských autorit, jakými byl např. Sa'adja Ga'on.

### Španělsko a Provence
Během 12. a 13. století, kdy se centrum židovské filosofie a kultury nachází ve Španělsku a jižní Francii (oblast Provence) se tato oblast stává i centrem mystickým. Právě v této době se má mystické učení judaismu začít nazývat tradicí čili kabalou, a mystici mekabelim, tedy ti, kdo tuto tradici přijímají – kabalisty. Jedním z prvních význačných mystiků z Provence byl Jicchak Sagi Nahor, zvaný též Jicchak (Izák) Slepý. Jicchak byl synem učence rabiho Avrahama ben Davida, zvaného podle akrostichu Ra'avad. Jeho spisy a jejich sloh jsou velmi temné a jen těžko srozumitelné. Jicchak se v nich soustředí především na kavanu – záměr, soustředění, v tomto případě náboženské, koncentraci, především při modlitbě. Kromě pojmu kavana se v jeho díle objevuje i pojem devekut – dosl. přilnutí, v tomto případě k Bohu. Devekut se v té či oné podobě bude v kabale vyskytovat i nadále, nejvíce v pozdějším východoevropském chasidismu.

#### Bahir
Kniha Bahir je útlý spisek, psaný hebrejsky a aramejsky, a je nejvýznamnějším dílem pocházejícím z jihofrancouzské mystické školy. Gershom Scholem, který se jím důkladně zabýval, zmiňuje ve svém díle Kabala a její symbolika, že Bahir je velmi špatně, chaoticky a nesouvisle poskládaný soubor citátů z Bible, Talmudu, midrašů a jiných zdrojů, jejichž kořeny je možné hledat již v Orientu a v gnostickém učení, které ovlivnilo i židovskou východní kulturu. Význam Bahiru spočívá v tom, že učení o sefírách zde nabývá konkrétnějších podob – z deseti cest, jimiž Bůh tvořil svět, se stávají deseti midot, dosl. mírami, tedy atributy nebo vlastnostmi Boha. V Bahiru jsou také sefíry zobrazovány v podobě stromu, který představuje jak uspořádání sefír, tak světů. Strom představuje schéma, jak Boží síla sestupuje na svět – ovšem pouze tehdy, pokud je strom (a tedy i svět) v dokonalé rovnováze.

#### Španělsko
Jeden ze svých vrcholů zažívá kabala ve Španělsku 13. století. Působilo zde mnoho vynikajících učenců, z nichž řada se stavěla ke kabale rezervovaně, ale například Nachmanides je za kabalistu všeobecně považován. Jeho komentář k Tóře je plný mystických obratů a termínů. Ve Španělsku působil i extatický mystik a představitel tzv. prorocké kabaly (tj. kabaly orientované eschatologicky a mesianisticky) Avraham Abulafia, jehož dílo dosud nebylo zcela prozkoumáno (jedním z autorů zabývajících se prorockou mystikou Abulafii je např. Moše Idel), Josef Gikatilia (někdy psáno Gikatilla), autor slavného, hebrejsky psaného spisu Ša'arej ora (Brány světla, latinsky vydáno jako Portae Lucis) nebo Moše z Leonu (Moše de León), autor celé řady spisů, kterému je rovněž připisováno autorství nejznámějšího a podle některých i nejdůležitějšího díla kabaly, Sefer ha-Zohar.

#### Zohar
V Zoharu krystalizuje látka, která již byla naznačena v předchozích spisech. Zohar je rozsáhlým mystickým komentářem k Tóře, obsahujícím řadu dodatků, které pocházejí z pozdější doby, a je psán umělou aramejštinou, která je spojením aramejštiny babylónského Talmudu a aramejských překladů Bible – targumů. Zohar již naplno rozpracovává ideu sefír, na kterou později naváže Moše Cordovero a Jicchak Luria.

#### Sefíry a světy
Sefíry, hebrejsky סְפִירוֹת‎ (sfirot, sg. ספירה‎ - sefira) je slovo, odvozené nejspíše od slova ספר – safar – počítat. Sefíry jsou dle Knihy stvoření deseti cestami, které tvoří základ všeho existujícího. Zároveň jsou jakýmisi idejemi, aspekty Boha, které s ním ovšem nejsou totožné. Sefíry emanují z Boha a jsou s ním spojeny „jako je spojen plamen s řeřavým uhlíkem“. V Bahiru již získávají jména především podle biblických veršů (1Pp 29, 11, Př 2, 6; 2, 10; 4, 5-6; 8,14; 10,25; Jb 12, 13) a jsou ztotožňovány s Božími atributy, později získávají další vlastnosti (barvu, živly, prvky, Boží jména atd.).
Sefíry jsou tyto:
- Keter – כתר – koruna.
- Chochma – חוכמה – moudrost.
- Bina – בינה – porozumění.
- Da'at – דעת – poznání - neviditelná sefíra, která někdy nebývá mezi sefíry započítávána. V původním uspořádání Mošeho Cordovera chybí, mezi sefíry ji zařadil až Jicchak Luria.
- Chesed – חסד – milost.
- Gevura – גבורה – síla.
- Tif'eret – תפארת – krása, nazývaná též Rachamim – רחמים – milosrdenství.
- Necach – נצח – věčnost nebo též vítězství.
- Hod – הוד – odraz, lesk.
- Jesod – יסוד – základ.
- Malchut – מלכות – království, vláda. Nejnižší sefíra, která je nejbližší pozemskému světu.

Světy jsou čtyři a nazývají se Acilut (emanace), Beri'a (stvořené), Jecira (zformované) a Asija (učiněné). Jejich název pochází z verše Iz 43,7: „koho jsem stvořil ke své slávě, koho jsem vytvořil (zformoval) a učinil". Acilut je nejvyšším, zcela duchovním stupněm světů. Tak jako je svět Acilut odrazem Boha (není s ním zcela totožný), tak i další nižší světy jsou odrazem Acilut – podle Šabtaje Šeftla ben Akivy Horovice je Acilut podoben pečetnímu prstenu, zatímco ostatní světy jsou podobny jeho otisku. V aplikaci na sefirotický strom jsou většinou sefíry Keter, Chochma a Bina považovány za svět Acilut, sefíry Chesed, Gevura a Tif'eret jako Beri'a, což je svět Božího trůnu, sefíry Necach, Hod a Jesod tvoří svět Jecira, což je svět andělů v čele s Metatronem, Asija je svět nejnižší, materiální – je duchovním pravzorem našeho hmotného světa, podobně jako sefira Malchut.

### Safed
Po vyhnání Židů ze Španělska roku 1492 se střediskem kabalistů stalo město Safed v Galileji (Cfat) v dnešním Izraeli. V okolí Safedu, především mezi Safedem a vesnicí Meron, se nachází velké množství hrobů významných učenců z tanaitských i pozdějších dob, mezi nimi především hrob rabiho Šim'ona bar Jochaje v Meronu. Safed 16. století přitahoval židovské učence (Josef Karo, autor halachického kodexu Šulchan aruch) i mystiky.

#### Moše Cordovero
Moše Cordovero žil v letech 1522 až 1570 a je považován za zakladatele mystického centra v Safedu. Jeho hlavním dílem je spis Pardes rimonim neboli Zahrada granátových jablek, ve kterém rozpracovává učení o sefírách. V pojetí Mošeho Cordovera tvoří sefíry dokonalý systém, který, pokud se nachází ve stavu vyváženosti, funguje naprosto dokonale a je-li vztažen na člověka, pak tento člověk zažívá pocit dokonalého štěstí. Kabala Mošeho Cordovera je někdy označována jako „spekulativní“ či „systematická“ v protikladu k pojetí kabaly u jeho nástupce, představitele mystiky mnohem extatičtější, Jicchaka Lurii.

#### Jicchak Luria a luriánská kabala
Jicchak ben Šlomo Luria byl typickým představitelem extatického mystika, kromě jiného i tím, že sám nic nenapsal – díla, která jsou mu připisována, jsou díly jeho žáků, případně jeho žáci ve svých vlastních dílech reflektovali názory svého mistra. Luria pocházel z aškenázské rodiny (odtud jeho označení jako Ari, což může znamenat jak hebrejsky „lev“, tak i Aškenazi rabi Jicchak - Aškenázský rabín Izák, někdy se píše jako Arizal, což je nepřesný přepis zkratky Ari z"l (zichrono li-vracha – jeho památka budiž požehnána)). Narodil se v Jeruzalémě a nějaký čas měl pobývat v Káhiře, kde se dostal ke kabalistickému rukopisu. Na základě studia odešel do Safedu, kde studoval u Mošeho Cordovery. Do kabaly Luria vnáší mimořádný dramatický prvek, který obohatil kabalistické učení jeho učitele. Zatímco dle Mošeho Cordovery měl být svět, tak jak je uspořádán do sefirotického systému, de facto dokonalý – pouze lidské jednání jej vychyluje z této rovnováhy –, Luria přišel s myšlenkou jakési kosmické pra-katastrofy, při které byly sefíry rozbity a zbytky božského světla byly zachyceny v nečistých, temných „skořápkách“, střepech, hebrejsky klipot. Tyto zbytky božského světla touží dostat se zpět ke svému původnímu zdroji, tj. Bohu, ovšem mohou tak činit pouze za předpokladu, že člověk vykoná micvu, tedy splní Boží přikázání, a tím osvobodí zbytky světla z klipot. K úplné nápravě tak může dojít pouze tehdy, když budou všechny zbytky světla vysvobozeny, a to se může stát pouze tehdy, pokud všichni lidé budou dodržovat Boží přikázání – tehdy dojde k tzv. tikun olam, tedy „nápravě světa“. Takto vzniklá tzv. luriánská kabala měla značný vliv na židovství v Polsku v pozdějších stoletích, zejména v 17. a 18. století. Luriánská kabala obsahuje řadu dualistických elementů, běžně počítá s anděly, rovněž počítá i s existencí zla jakožto samostatné entity.

#### Další safedští mystici
Kromě těchto dvou největších postav pozdně středověké kabaly se v Safedu nacházel i Luriův žák Chajim Vital, autor spisu Ec chajim (Strom života), ve kterém zachytil Luriovo učení. Vital je nicméně i autorem vlastních děl, např. Sefer ha-chezjonot (Kniha vidění), kde popisuje své mystické sny a vize.

### Sabatianismus, frankismus a vliv luriánské kabaly
V roce 1665 započal své působení židovský heretik a sektář Šabtaj Cvi. Jeho „prorok“, kabalista Natan z Gazy, jej prohlásil za Mesiáše. Hnutí mělo obrovský ohlas mezi Židy po celém Středomoří i Evropě. Šabtaj měl mít údajně mystické vize, které byly navíc umocněny studiem kabalistických spisů. Dnešní badatelé soudí, že Šabtaj trpěl jednou z forem maniodepresivní psychózy. Šabtajovo hnutí, známé dnes jako sabatianismus, bylo největším mesianistickým hnutím uvnitř židovství od nástupu křesťanství. Šabtajova činnost se poměrně brzy znelíbila tureckým úřadům, které mu daly vybrat mezi konverzí k islámu, nebo popravou. Šabtaj konvertoval a spolu s ním i řada jeho přívrženců, neboť údajně mělo dojít touto cestou k vykoupení skrze hřích – Šabtaj měl sestoupit svou konverzí do nejhlubšího bahna, aby i z něj vysvobodil jiskry Božího světla, uvězněné v klipot. Sabatiáni vytvořili v Turecku dodnes působící malou sektu, nazývanou Dönme.
O století později započal svou kariéru Jakob Frank, který se prohlásil za mesiáše podobně jako Šabtaj Cvi, a navázal na jeho učení. Působil především v Polsku, ale také na Slovensku, v Uhrách, poměrně velký vliv získal i v Čechách a na Moravě. Aby se uchránil před pronásledováním ze strany židovských kruhů, které v něm spatřovaly nebezpečného heretika, přestoupil na katolictví a svůj přestup zdůvodnil podobně jako Šabtaj svůj přestup na islám. Také v jeho případě mělo dojít k vykoupení prostřednictvím nejhlubšího odpadnutí. K frankismu se hlásily i některé významné rodiny, nicméně již během 19. století sekta upadá a se smrtí dcery Jakoba Franka Evy v r. 1816 její období končí.
Skupiny frankistů a sabatiánů se v Evropě udržely dlouho, zhruba dvě stě let. Přívrženci těchto sekt byli ovšem uvnitř judaismu systematicky potíráni, a pokud se ocitli mimo židovské kruhy, většinou splynuli s novou komunitou, tj. s islámem nebo katolictvím. Jedním z následků tohoto sektářství byl i mnohem přísnější pohled na kabalu, zvláště pak na její luriánskou podobu, požadavek studia kabaly po dovršení 40 let, a u řady ortodoxních i později neortodoxních rabínů tato rezervovanost vyústila v odpor či odklon od kabaly a mystiky jakožto idejí duchovnímu životu „neprospěšných“.

### Kabala v Čechách a na Moravě
Mystika kvetla v období renesance i v českých zemích, mezi nejznámější učence, kteří se jí zabývali, patří Maharal, dále na Krétě narozený a v Praze pohřbený Josef ben Šlomo Delmedigo, Ješaja Horowitz, autor spisu Šnej luchot ha-brit (Dvě desky smlouvy), který začal psát v Praze a dokončil v Jeruzalémě. Skládá se z výkladu židovských zákonů a etiky z kabalistického pohledu. Jedním z posledních významných mystiků byl Šmu'el Šmelke Horovic, který působil v Mikulově v 18. století jako vrchní rabín a je jedním z mála chasidských rabínů působivších na území Čech a Moravy. V 18. století byl postoj ke kabale ze strany hlavních náboženských autorit, jakými byli Ezechiel Landau nebo Jákob Emden, velmi negativní, právě kvůli problémům s frankisty.

### Východoevropský chasidismus
Chasidismus v pojetí východoevropských židů je dnes považován za zatím poslední stupeň vývoje kabaly jakožto živoucí náboženské mystiky. Pro chasidy je typické totéž, co pro jejich předchůdce – výrazný důraz na osobní zbožnost, prožitek při modlitbě, radost, neskrývání emocí. Ohledně askeze bývají již zdrženlivější. Rabínský judaismus vždy odmítal ideu celibátu či hladovění (kromě vyhrazených postních dní) jako takovou, nicméně chasidem by neměl „cloumat" zlý úmysl – jecer ha-ra –, a to i v otázkách stylu života a sexuálních vztahů. Kromě toho je zde i důraz na učení významných kabalistů, které se projevuje např. změnou modlitebního ritu – chasidé, ač patří mezi aškenázské židy, používají upravený sefardský ritus, dnes označovaný jako nusach Sfard.
Pavel Hošek hovoří o židovské mystice všedního dne. Tato židovská mystika totiž neznamená odklon od světa, ba naopak se má týkat všedního dne a činností, které jsou běžné, avšak zároveň mohou mít hluboký význam a na první pohled profánní situace se mohou stát setkáním s Bohem. "Svatost Hospodinova oltáře poté, co byl Chrám zbořen, přešla na jídelní stůl židovské domácnosti," připomíná Hošek rabínský výrok. Každodenní akt jídla a pití se tak stává svatým obřadem. Rovněž Píseň Šalomounova je důležitá pro židovské pojetí zbožnosti. V hebrejských spisech dále najdeme pokyny pro životosprávu. Tomuto přístupu jde o celistvý život před Boží tváří a to se týká svatých časů, míst a osob, ale všude se může dít to svaté (tedy nejenom v chrámu/synagoze, nejen v sobotu, nejen při modlitbě). A to se právě nejvíce ukazuje ve východoevropském chasidismu, který se soustředí na tyto činnosti. Východoevropští židé působili často jako kupci a při svých obchodních cestách vnímali přírodu a tuto všední mystiku. A tato mystika se nedosahuje askezí, ale i potěšením. Východoevropský chasidismus obsahuje i kritiku vůči přehnané náboženskosti, neboť ta vede k zatrpklosti a omylu. Cílem tedy není zvláštní intenzivní náboženský prožitek, ale tyto příležitosti že se nabízejí vždy všude. Současně se také chasidé necítí nábožensky nadřazení tím, jak prožívají svou spiritualitu.

## Kabala dnes
Kromě kabaly v pojetí chasidismu, který stále, byť v modlifikované podobě existuje (ať už v USA nebo v Izraeli), se kabala stále více studuje i na univerzitách jakožto vědecký obor, i na ješivách jakožto „zájmový předmět" – a nemusí se vždy jednat pouze o ješivy ortodoxní či chasidské. Pojetí kabaly na ortodoxních náboženských školách je více méně stejné jako v době předosvícenské, tzn. za závazné se považuje pouze tradiční podání (ať už ohledně autorství spisů nebo závaznosti výroků v nich uvedených). Na neortodoxních náboženských školách se ke kabalistickým dílům přistupuje více kriticky (nikoli však ke kabale jako takové, která je považována za legitimní způsob cesty k Bohu). Ve většině synagog bez ohledu na ritus se recitují modlitby a písně, které mají svůj původ v mystice – nejznámější je např. Lecha dodi, píseň zkomponovaná kabalistou Šlomo ha-Levi Alkabecem, která se zpívá během pátečního soumraku.

### New age kabala
Mystika kabaly se ve dvacátém století těšila rostoucí pozornosti i v nežidovských kruzích. Byli-li to zpočátku jen náboženští badatelé a okultní teozofické kruhy, kteří se o kabalu zajímali, stala se kabala středem pozornosti zejména s rozšířením moderní esoteriky a hlavně směru New Age. Příkladem takové „new age kabaly“ může být „kabala“ Michaela Berga z Kabbalah centre, který si získal řadu přívrženců mezi americkými a britskými pop-celebritami, mezi jinými i popovou zpěvačku Madonnu nebo svého času Britney Spears. Současní židovští kabalisté i vědci zabývající se kabalou jsou však k těmto výkladům kabaly velice skeptičtí[zdroj?] a kritizují je jako hrubé falzifikace původního učení kabaly. Jedna z mnoha výtek směřuje právě k tomu, že dle Berga je kabala esoterním „nadnáboženským“ systémem, což jednak není pravda, a jednak to někdy vede laickou veřejnost k mylnému názoru, že kabala je jakousi „židovskou vírou“ nebo nezávislým náboženstvím, což je rovněž mylné.